# برايان بيرن
برايان بيرن هو مغني كندي، ولد في 13 يناير 1975 في Steady Brook ‏ في كندا.

## وصلات خارجية
- الموقع الرسمي
- برايان بيرن على موقع IMDb (الإنجليزية)
- برايان بيرن على موقع ميوزك برينز (الإنجليزية)
- برايان بيرن على موقع ديسكوغز (الإنجليزية)
- برايان بيرن على موقع قاعدة بيانات الفيلم (الإنجليزية)